# Arnaud Denjoy
Arnaud Denjoy (Auch, 5 januari 1884 - Parijs, 21 januari 1974) was een Frans wiskundige.
Denjoy leverde belangrijke bijdragen aan de wiskunde in de harmonische analyse en op het gebied van differentiaalvergelijkingen. Zijn integraal was de eerste, die in staat was om alle afgeleiden te integreren. Onder zijn studenten was Gustave Choquet. 
Tussen 1917 en 1922 was Denjoy als hoogleraar wiskunde verbonden aan de Universiteit Utrecht. T.J. Boks, H. Looman en J. Ridder zijn bij hem gepromoveerd. In 1920 werd Denjoy lid van de Koninklijke Nederlandse Akademie van Wetenschappen. In 1936 ontving hij een eredoctoraat van de Universiteit Utrecht. In 1970 ontving hij de Gouden Lomonosov-medaille van de toenmalige Academie van Wetenschappen van de USSR.